# 大分県立別府支援学校鶴見校
大分県立別府支援学校鶴見校（おおいたけんりつ べっぷしえんがっこう つるみこう）は、大分県別府市にある公立特別支援学校。肢体不自由児を教育対象とする。

## 学部
- 幼稚部
- 小学部
- 中学部
- 高等部

## 沿革
- 1958年 - 別府市立青山中学校並びに別府市立南立石小学校の特殊学級として「別府整肢園」に併設学級を開設。
- 1961年 - 別府市立養護学校の整肢園学級となる。
- 1962年 - 大分県立別府養護学校（現大分県立別府支援学校）の整肢園校舎として県立移管される
- 1972年 - 大分県立別府養護学校の鶴見分校となり、分校主事が配置。
- 1973年 - 幼稚部を併設。
- 1981年 - 大分県立鶴見養護学校として独立開校。
- 1983年 - 幼稚部4歳児学級が認可される。
- 1984年 - プール及び付属施設が完成。
- 2010年 - 大分県立別府支援学校鶴見校となる。高等部設置。